# Félix Vicq d'Azyr
Félix Vicq-d'Azyr o Vicq d'Azyr (Valognes (Manche), 23 de abril de 1748 - París, 20 de junio de 1794). Médico y anatomista francés.

## Obra
Vicq d'Azyr fue uno de los primeros defensores de la idea de unidad de plan corporal:
- En 1784, descubrió el hueso intermaxilar en el hombre, al mismo tiempo que Goethe.
- Señaló la homología estructural entre los miembros anteriores y posteriores
- Interpretó ciertos huesos rudimentarios (los intermaxilares y las clavículas rudimentarias) a la luz de la teoría según la cual los vertebrados están construidos según un mismo plan estructural.

## Legado
Las reflexiones de Vicq d'Azyr en torno a la anatomía comparada ejercerán una gran influencia en naturalistas como Cuvier, Étienne Geoffroy Saint-Hilaire, Blainville o Richard Owen.